# Karl Krasselt
Karl Krasselt (* 14. April 1948) ist ein ehemaliger deutscher Fußballspieler, der in den 1970er Jahren für den FC Karl-Marx-Stadt in der DDR-Oberliga, der höchsten Spielklasse im DDR-Fußball, aktiv war.

## Sportliche Laufbahn
Bis 1971 spielte Karl Krasselt für die TSG Heinrichsort in der viertklassigen Bezirksklasse Karl-Marx-Stadt. Zu Beginn der Saison 1971/72 wurde der 23-jährige Stürmer zum regionalen Fußball-Leistungszentrum FC Karl-Marx-Stadt delegiert. In der Rückrunde kam er viermal als Einwechselspieler und in einem Punktspiel als Verteidiger von Beginn an in der Oberliga zum Einsatz. Hauptsächlich spielte er mit der 2. Mannschaft in der drittklassigen Bezirksliga, mit der er am Saisonende in die DDR-Liga aufstieg. Auch 1972/73 war Krasselt Stammspieler der 2. Mannschaft, mit der er 14 der 22 Ligaspiele bestritt und mit sechs Toren erfolgreich war. In der Oberligamannschaft wurde er nur zweimal eingesetzt, erzielte aber in der Begegnung des 11. Spieltages FCK – FC Carl Zeiss Jena (1:1) sein erstes Oberligator. 1973/74 wurde er in den Oberligaspielen gar nicht berücksichtigt, absolvierte in der DDR-Liga aber alle 22 Punktspiele und erzielte vier Tore. Die 2. Mannschaft stieg jedoch nach dieser Saison wieder in die Bezirksliga ab. In der Saison 1974/75 vertrat Krasselt in der Hinrunde der Oberliga den langzeitverletzten Verteidiger Eberhard Schuster in fünf Spielen, hinzu kam noch ein Einsatz als Einwechsler. Darüber hinaus verhalf er der 2. Mannschaft zur Rückkehr in die DDR-Liga. Dort war er 1975/76 mit 17 Ligaspielen und fünf Toren wieder Stammspieler, während er in der Oberliga nur dreimal eingesetzt wurde und sein zweites Oberligator erzielte.
Zur Spielzeit 1976/77 wurde die bisherige 2. FCK-Mannschaft in eine Nachwuchsmannschaft umgewandelt, die in der neuen Nachwuchsoberliga antrat. Da Krasselt mit seinen 28 Jahren für die Nachwuchsmannschaft nicht mehr infrage kam und auch in der Oberligamannschaft nicht gebraucht wurde, wurde er zur Betriebssportgemeinschaft (BSG) Motor Fritz Heckert Karl-Marx-Stadt abgeschoben. Mit ihr verbrachte Krassel zunächst zwei Spielzeiten in der Bezirksliga, bis 1979 der Aufstieg in die DDR-Liga gelang. Bis zu seinem Laufbahnende absolvierte er mit der BSG Motor sieben Spielzeiten in der DDR-Liga. Bis 1984 war er mit 118 Einsätzen in 132 Ligaspielen und 28 Toren Stammspieler, sowie zwischen 1980 und 1983 Mannschaftskapitän. 1979 und 1980 wurde er mit acht bzw. zwölf Treffern Torschützenkönig seiner Mannschaft. In seine letzte Saison im höheren Ligenbetrieb ging Krassel im Alter von 36 Jahren. Nachdem er 1984/85 noch einmal in sechs DDR-Liga-Spielen eingesetzt worden war, beendete er seine Laufbahn als Leistungssportler. In zwölf Spielzeiten hatte er 16 Oberligaspiele (2 Tore) und 177 DDR-Liga-Spiele (39 Tore) bestritten.